# 國立教育廣播電臺

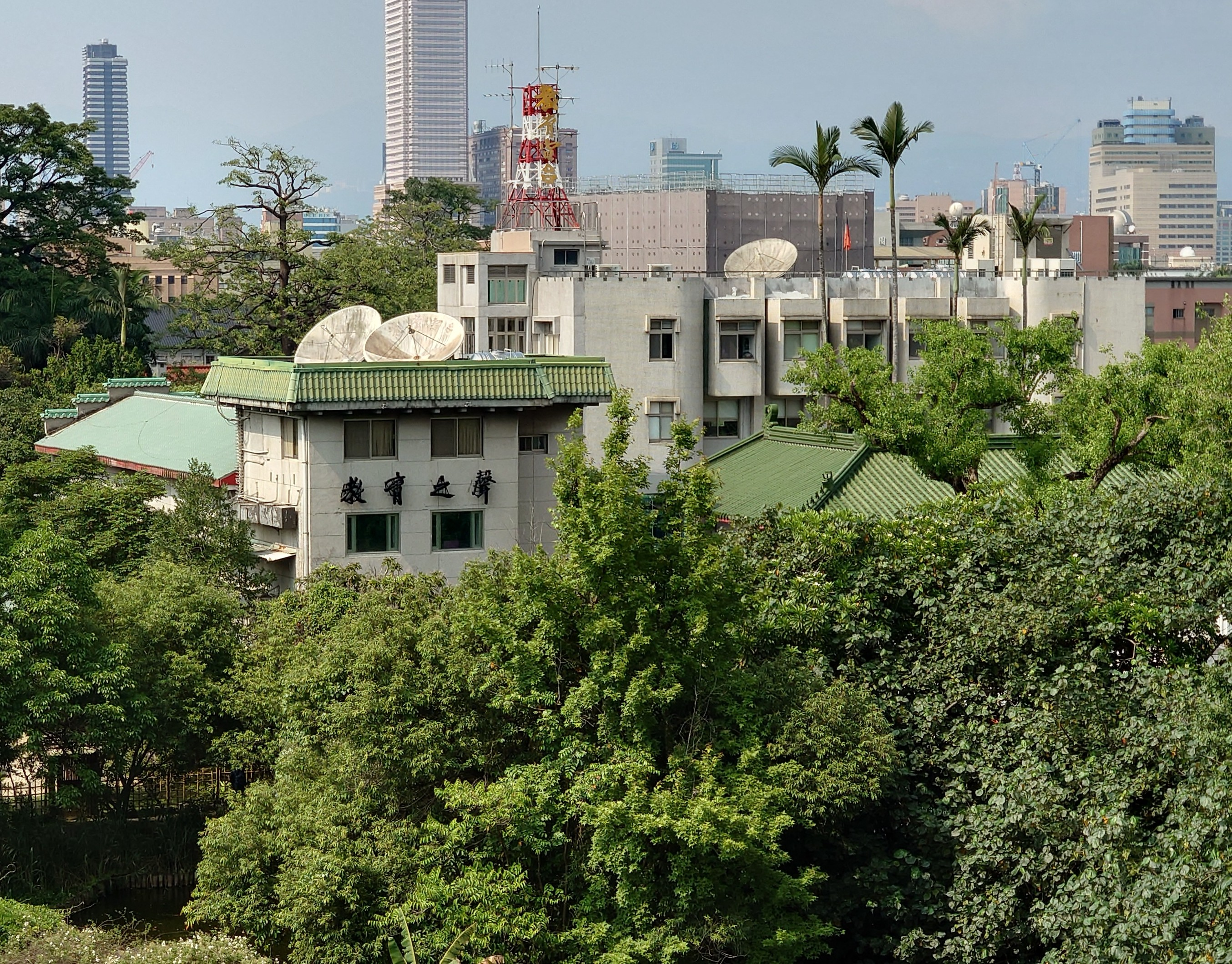
教育廣播電台台北總台

國立教育廣播電台（英語：National Education  Radio， NER）創立於1960年，主要任務為「教育政策、政令宣導之規劃及執行」、「教育廣播節目、教育新聞節目之規劃、製作、數位化管理及推廣」、「學校廣播教育之協助及推廣」、「社會教育及公共服務之推廣」及「其他有關教育廣播事項」，進而落實終身教育之推動。

## 歷史

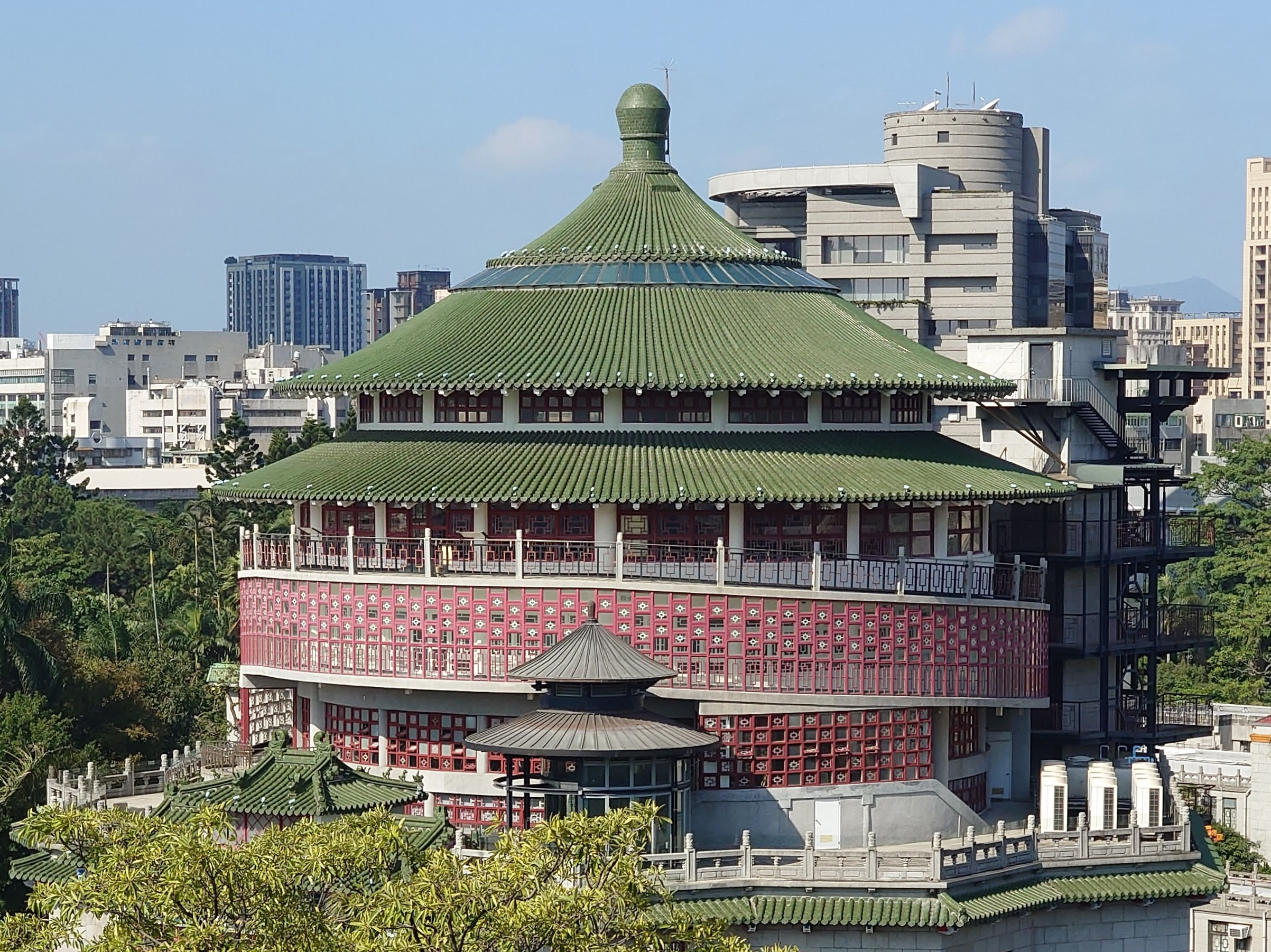
教育廣播電臺起初於國立臺灣科學教育館（今工藝中心臺北分館）頂樓廣播

- 1958年2月14日，教育部推行廣播教學，責成國立教育資料館籌設教育廣播電台。
- 1960年1月4日，教育部籌設教育廣播電台，3月29日青年節，教育廣播電台正式開播，教育部長梅貽琦主持按鈕典禮。
- 1966年6月23日，教育部轉奉行政院核定《國立教育資料館教育廣播電台組織規程》。
- 1973年12月29日，教育廣播電台開播FM節目，教育部長蔣彥士主持按鈕開播典禮。
- 1981年10月31日，行政院核定設置中、南、東部調頻分台計畫。
- 1984年2月15日，彰化分台開播。
- 1987年3月13日，教育部專門委員朱振昌調任電台台長。
- 1987年6月15日，高雄分台開播。
- 1988年9月28日，花蓮分台開播。
- 1988年9月30日，台東分台開播。
- 1992年8月25日，宜蘭轉播站開播。
- 1993年12月，苗栗轉播站開播。
- 1994年9月1日，總台延長24小時播音。
- 1996年3月11日，澎湖轉播站開播。
- 1998年10月21日，總統令公布《國立教育廣播電台組織條例》，教育廣播電台之地位由國立教育資料館的附屬機關改制為教育部的一級機關[1]。
- 1998年6月15日，台南關子嶺轉播站開播。
- 1999年9月20日，基隆轉播站開播。
- 2003年6月30日，金門轉播站開播。7月7日，恆春轉播站開播。
- 2007年6月29日，馬祖轉播站開播[2]。
- 2012年2月3日，總統令公布《國立教育廣播電台組織法》。
- 2013年1月1日，《國立教育廣播電台組織法》施行。
- 2014年3月29日，啟用新版標語「OPEN YOUR MIND 就愛教育電台」和台呼音樂[3]。
- 2020年12月17日，「廣播普拉斯-頻道創新加值計畫」獲得第3屆政府服務獎數位創新加值獎項。
- 2021年9月25日，第56屆廣播金鐘獎 獲得9座大獎創紀錄。
- 2021年12月1日，因租用漢聲轉播站到期，彰化分台臺中調幅台的地面AM訊號（1494 kHz）自今天起停播，原「網路收聽」則不受影響[4]。
- 2022年3月29日，全國第一座結合廣播、聲音與故事的「聲音故事館 （页面存档备份，存于）」，在62週年臺慶開幕，藉由廣播製作體驗與聲音主題特展，打造全新的學習場域。

## 電台

### 台北總台
國立教育廣播電臺總台位於南海學園，起初在台灣科學教育館（今工藝中心臺北分館）增建圓形建築，頂樓供教育廣播電臺使用。另於教育廣播電臺現址設置二層樓房舍及機房。1960年因颱風過境導致電臺機房及辦公房舍傾倒，同年申請美援教育計畫經費，並搭配南海學園建築形式改建為綠瓦屋頂地上四層鋼筋混凝土建築物，1963年完工並使用至今。
獻堂館在1950年代建成，為中國宮殿式的四合院建築。獻堂館係以林獻堂為名，其由林家建祠獻予政府。起初由臺灣省國語推行委員會使用，1957年改由國立音樂研究所在此，1960年音研所裁撤後產權由國立教育廣播電台接收，但同年中華民國孔孟學會成立後就撥供學會無償使用，至2016年底交還教育廣播電台。

### 各地分台

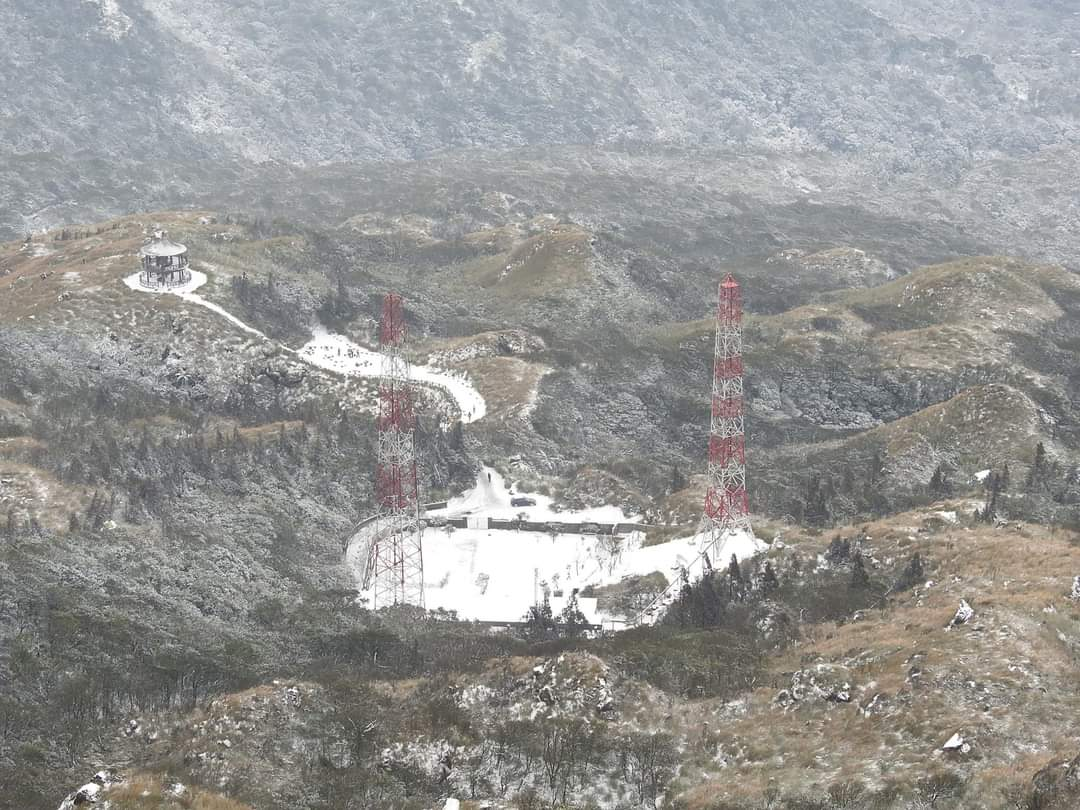
教育廣播電台七星山發射臺

除台北總台外，設有彰化分台、高雄分台、台東分台、花蓮分台，以及21個臺站，全台灣收聽涵蓋範圍最廣的廣播電臺。此外，國立教育廣播電臺在台澎金馬地區使用FM和中波轉播法國國際廣播電臺（RFI）和德國之聲（DW）廣播電臺。

## 頻率
- 台北總台
  - 台北（七星山發射台）：FM 101.7 MHz/AM 1494 kHz（台北、桃園地區）
  - 基隆轉播站：FM 100.1MHz
  - 金門轉播站：FM 88.9 MHz（金门、厦门、漳州和泉州部分地区，在泉州市区有泉州新闻广播同频而无法收听）
  - 馬祖轉播站：FM 91.5 MHz（马祖列岛以及福州东部沿海部分县市）
  - 宜蘭轉播站：FM 103.5 MHz
- 彰化分台
  - 八卦山發射台：FM 103.5 MHz（台中、彰化及雲林地區）
  - 南投：FM 98.1 MHz
  - 苗栗：FM 103.9 MHz（新竹、苗栗地區）
  - 臺中調幅台：無（網路播出，部分時段聯播台北AM台）
- 高雄分台
  - 高雄：FM 101.7 MHz（高雄、屏東及部份台南地區）
  - 枕頭山轉播站（台南）：FM 107.7 MHz（雲林、嘉義及部份台南地區）
  - 恆春：FM 99.3 MHz
  - 澎湖一網：FM 99.1 MHz
  - 澎湖二網：FM 105.3 MHz（轉播台北AM台）
  - 高雄壽山：FM 101.7 MHz
- 台東分台
  - 聯播網：FM 102.9 MHz
  - 地方網：FM 100.5 MHz
  - 成功同頻轉播站
    - 聯播網：FM 102.9 MHz
    - 地方網：FM 100.5 MHz
- 花蓮分台
  - 花蓮一網（美崙發射台）：FM 103.7 MHz（部分時段聯播台北AM台）
  - 花蓮二網（美崙發射台）：FM 97.3 MHz
  - 玉里一網：FM 100.3 MHz
  - 玉里二網：FM 88.9 MHz

## 組織編制
- 臺長（1人，簡任第十二職等）
  - 副臺長（1人，簡任第十一職等）
  - 組主任（5人，薦任第九職等至簡任第十職等）
  - 分臺長（4人，薦任第九職等至簡任第十職等）
    - 主任（1人，薦任第九職等）
    - 秘書（1人，薦任第八職等至第九職等）
    - 技正（3人，薦任第八職等至第九職等）
    - 分析師（1人，薦任第八職等至第九職等）
    - 編審（5人，薦任第七職等至第九職等）
    - 專員（4人，薦任第七職等至第八職等）
    - 設計師（2人，薦任第六職等至第八職等）
    - 助理編輯（3人，薦任第七職等）
    - 編導（5人，薦任第六職等至第七職等）
    - 組員（5人，委任第五職等或薦任第六職等至第七職等）
    - 技士（6人，委任第五職等或薦任第六職等至第七職等）
    - 採訪員（16人，委任第五職等或薦任第六職等至第七職等）
      - 助理員（2人，委任第四職等至第五職等）（內1人得列薦任第六職等）
      - 助理設計師（1人，委任第四職等至第五職等）（得列薦任第六職等）
      - 技佐（21人，委任第四職等至第五職等）（內10人得列薦任第六職等）
      - 播音員（7人，委任第四職等至第五職等）（內3人得列薦任第六職等）
      - 書記（2人，委任第一職等至第三職等）

## 外部連結
- 國立教育廣播電台—文化部文化資產局（页面存档备份，存于）
- 國立教育廣播電台（页面存档备份，存于）（繁體中文）（英文）
- 教育電台聲動全世界的Facebook專頁